# Naturpark Attersee-Traunsee

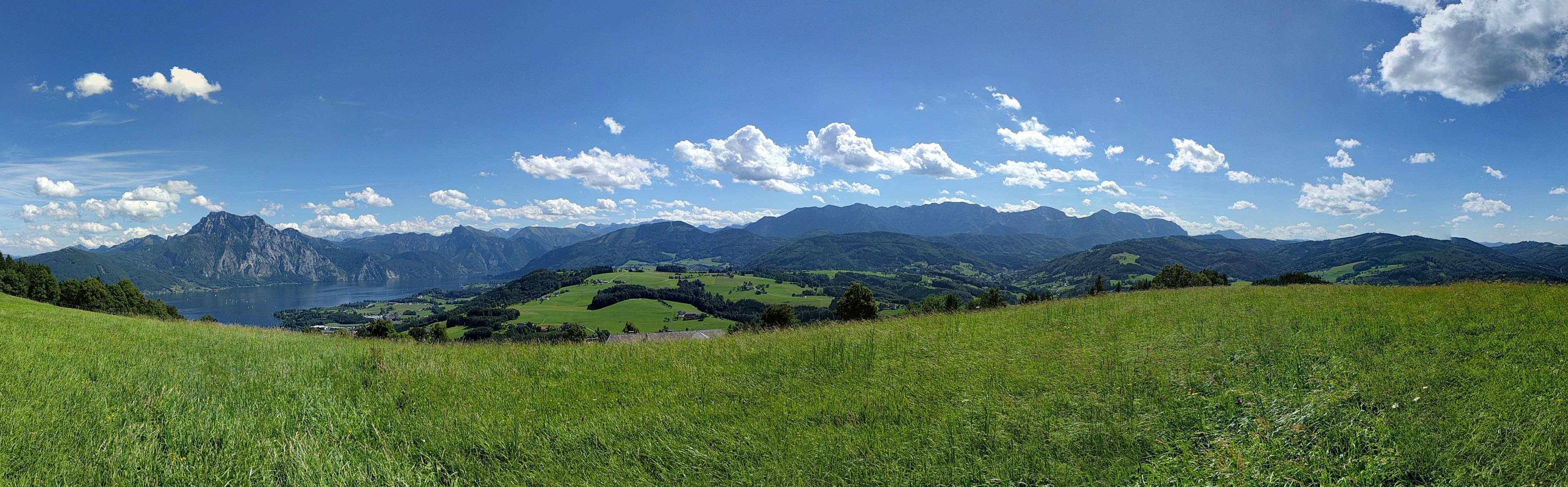
Blick vom Gmundnerberg auf den Naturpark

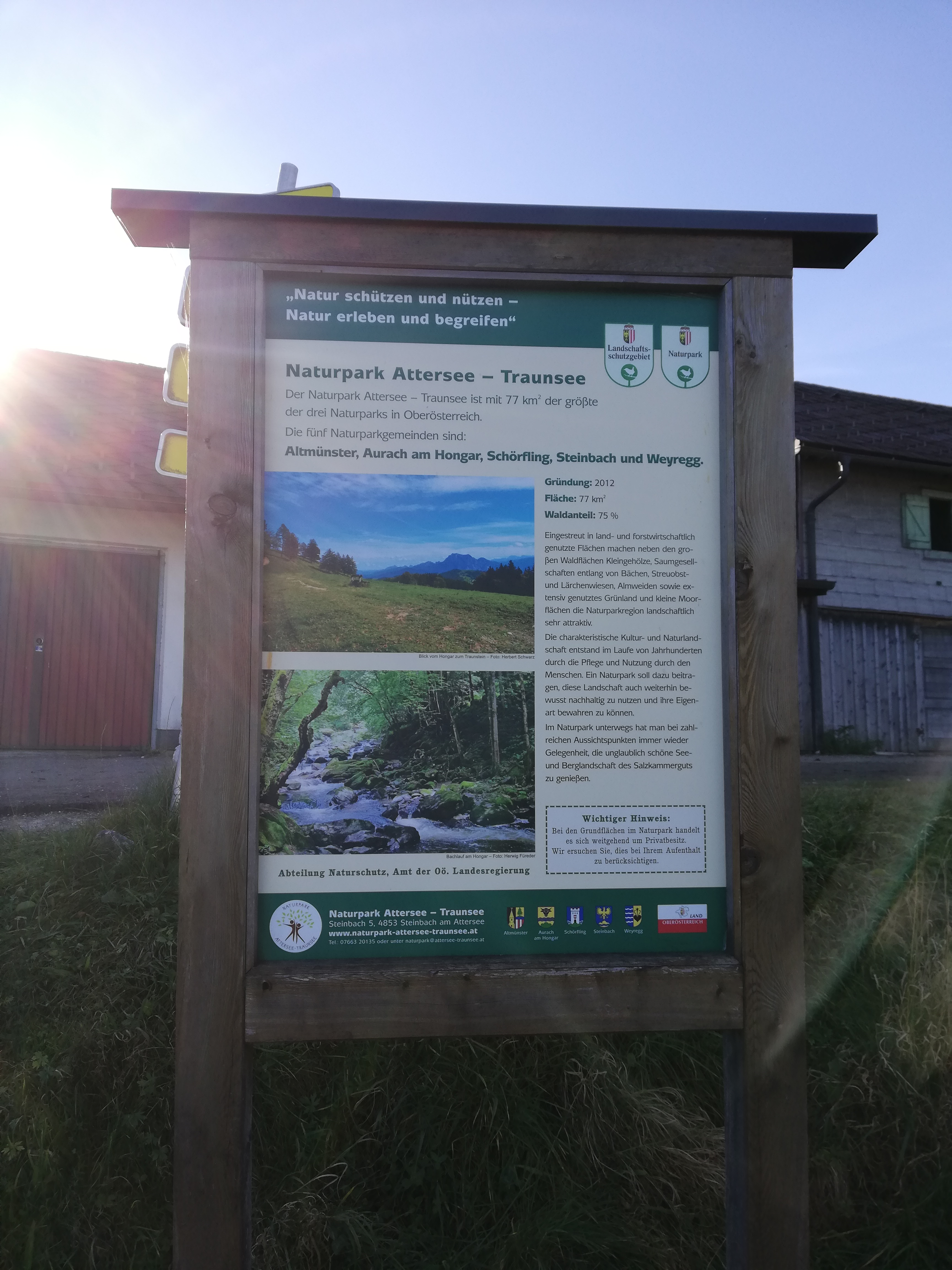
Informationstafel am Hongar

Der Naturpark Attersee-Traunsee ist mit einer Fläche von 7682,48 Hektar der größte Naturpark in Oberösterreich und liegt geografisch in einem Rechteck von etwa 15 × 10 km. Er ist Teil der Raumeinheit Traun- und Atterseer Flyschberge und reicht von den Ausläufern des Hongars im Norden bis zu den Ausläufern des Höllengebirges im Süden. Folgende Gemeinden haben Anteil am Naturpark: Altmünster, Aurach am Hongar, Schörfling am Attersee, Steinbach am Attersee, Weyregg am Attersee. Es handelt sich hier um ein Flysch-Bergland aus Sandstein und Mergel. Die Höhenlagen dieser Kuppenlandschaft bewegen sich zwischen 800 und 1000 m ü. A. Der Waldanteil beträgt 75 %.
Ende 2020 wurden Teile des Naturparks bei Steinbach auch zum Lichtschutzgebiet erklärt.